# José María Sarasti y Guevara

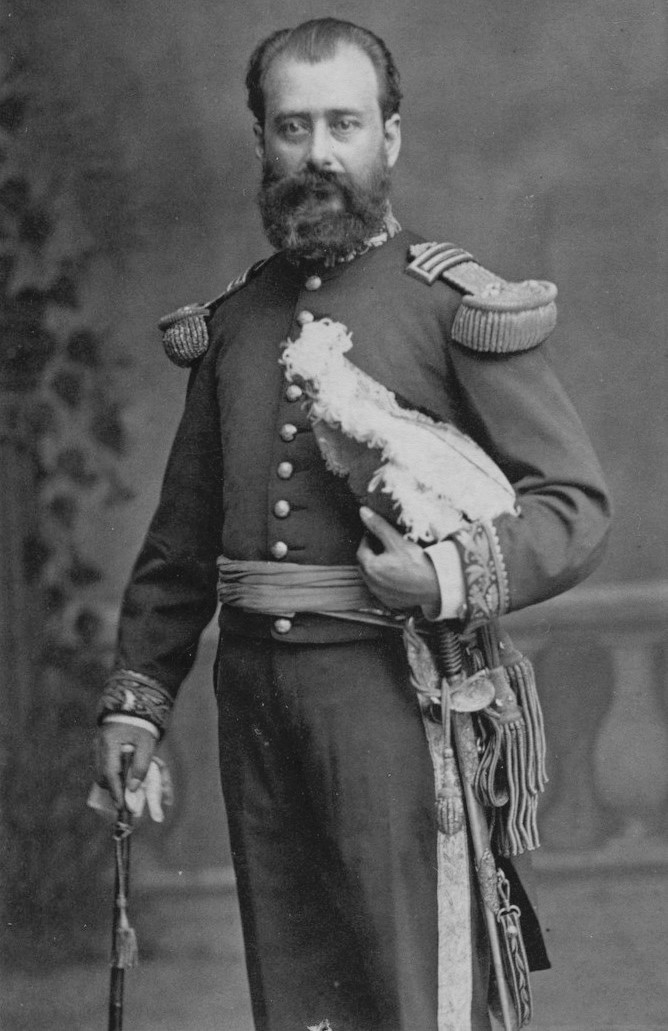
José María Sarasti (1883)

José María Sarasti y Guevara (?), was een Ecuadoraans generaal en politicus.
José María Sarasti was een tegenstander van dictator Mario Ignacio de Veintemilla en hij deed mee aan de nationale opstand tegen de dictator (1882-1883). Op 8 januari 1883 arriveerden de revolutionairen in Quito en verdreven Veintemilla uit de hoofdstad. Sarasti werd daarop Leider van het Uitvoerend Comité (dat wil zeggen staatshoofd). Van 9 juli 1883 tot 11 oktober 1883 was hij waarnemend staatshoofd. Hij werd opgevolgd door Pedro José Carbo y Noboa.